# Revolta de moradores de São Paulo de Piratininga contra os Jesuíta
A Revolta de Moradores contra os Jesuítas foi um levante ocorrido em julho de 1640 na vila de São Paulo de Piratininga, então parte da Capitania de São Vicente, no Brasil colonial. O movimento teve como principal motivação a reação de colonos paulistas contra a atuação dos jesuítas, particularmente devido à proibição da escravização de indígenas.

## Motivos do conflito
Durante a primeira metade do século XVII, a Capitania de São Vicente, embora marginalizada em relação aos centros econômicos da colônia, mantinha um padrão de organização social sustentado pela exploração da mão de obra indígena. A escassez de africanos escravizados na região devia-se a dois fatores principais: a vila de São Paulo de Piratininga não era uma área portuária e, além disso, a maioria dos africanos era destinada às regiões com grandes engenhos, como o Nordeste do Brasil.
Esses fatores colaboraram para o fortalecimento das práticas de aprisionamento de indígenas por meio das expedições bandeirantes. Nesse cenário, a presença dos missionários da Companhia de Jesus tornou-se um fator de tensão, pois os jesuítas atuavam como defensores da liberdade dos povos originários, promovendo seu aldeamento e catequese.
Tentativas de invasão das aldeias já administradas pelos jesuítas eram consideradas afrontas à Igreja Católica e à Coroa Portuguesa, dada a influência da religião no império.

## Estopim do conflito
Em 1639, o Papa Urbano VIII publicou a bula papal Commissum Nobis, que proibia a escravização de populações indígenas sob domínio colonial português. Essa decisão intensificou os conflitos entre colonos e jesuítas.
A difusão da bula causou forte reação entre os moradores, pois além de prejudicar economicamente os colonos, foi interpretada como uma tentativa da Igreja de expandir sua influência na região.
Em julho de 1640, um grupo de moradores da vila de São Paulo organizou uma ação violenta contra os jesuítas, exigindo sua expulsão e o fim das restrições à escravidão indígena. O levante teve caráter popular e imediato, com ampla participação da população local e apoio da câmara municipal.
A expulsão foi acompanhada pela tomada dos bens e propriedades dos missionários, em um episódio que ficou conhecido como a "Botada Fora dos Padres".

## Consequências
Após a expulsão e o confisco de seus bens, os jesuítas só retornaram treze anos depois, em 12 de maio de 1653. A volta foi marcada por negociações com as autoridades locais, incluindo a Câmara Municipal de São Paulo, que reconheceu a importância dos jesuítas na administração dos povos indígenas.
Entretanto, condições foram impostas aos missionários:
- Não poderiam apresentar queixas contra os colonos;
- Índios considerados "fugitivos" por colonos não poderiam ser acolhidos nas aldeias jesuíticas;
- A bula papal Commissum Nobis estava proibida de ser publicada;
- Os jesuítas ficariam responsáveis apenas pela administração religiosa das aldeias.

As consequências da disputa recaíram especialmente sobre os povos indígenas, que passaram a enfrentar uma dupla opressão: de um lado, a exploração e escravidão por parte dos colonos; de outro, o apagamento cultural e religioso promovido pela catequese jesuítica.